# نيكولاي ألكسندر بافلوفيتش
البارون ألكسندر بافلوفيتش فون نيكولاي (1821 ، كوبنهاجن - 1899 ، مقاطعة تيفليس) هو رجل دولة في الإمبراطورية الروسية؛ ووزير دولة صاحب الجلالة الإمبراطورية (منذ 19 فبراير 1863)، وعضو مجلس الشيوخ (منذ 1 يناير 1863)، والمستشار الخاص (منذ 30 أغسطس 1873)، وعضو مجلس الدولة (منذ 30 أغسطس 1875)، ووزير التعليم العام (من 24 مارس 1881 إلى 16 مارس 1882).

## الجوائز
- وسام القديسة آن، الدرجة الثانية (12.10.1847)
- وسام القديس فلاديمير ، الدرجة الثالثة (26/08/1856)
- وسام القديس ستانيسلاوس، الدرجة الأولى (30/08/1858)
- وسام القديسة آن، الدرجة الأولى مع السيوف (30.08.1860)
- وسام النسر الأبيض (08.11.1864)
- وسام القديس ألكسندر نيفسكي (08.11.1866)
- شارات الماس لوسام القديس ألكسندر نيفسكي (30.08.1870)
- وسام القديس فلاديمير، الدرجة الأولى (01/01/1879)
- وسام القديس الرسول أندراوس الأول (27/12/1886)
- شارات الماس لوسام القديس أندراوس الرسول المدعو أولاً (10/01/1890)
- وسام التميز للخدمة الممتازة لمدة 15 عامًا (22.08.1858)

الأجنبية:
- وسام الأسد والشمس الفارسي، الدرجة الثانية مع الماس (1846)
- وسام نيشاني افتغار التركي من الدرجة الثانية (1847)
- وسام الأسد والشمس الفارسي، الدرجة الأولى (1864)
- وسام العثمانية التركي من الدرجة الأولى (1872)

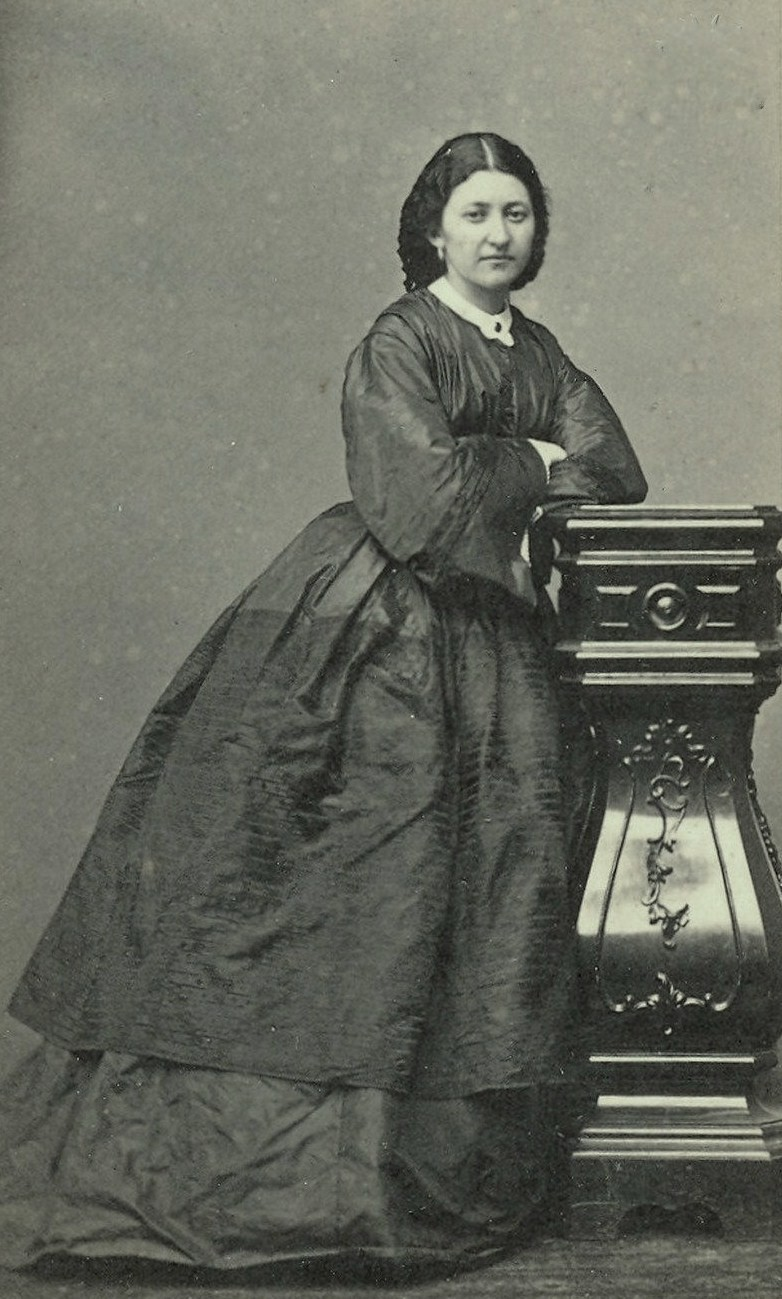
صوفيا تشافشافادزه، زوجته